# リュ・スンリョン
リュ・スンリョン（朝: 류 승룡、1970年11月29日 - ）は、韓国の俳優。

## 来歴
2004年より映画界に進出。2013年の映画『7番房の奇跡』で大鐘賞の男優主演賞を受賞。

## 出演
太字は主演キャラクター。

### 映画
- 熱血男児（2006年） - イ・ミンジェ 役
- ファン・ジニ 映画版（2007年） - ヒヨル 役
- 最後の約束（2007年） - ジェスの父 役
- 私の恋（2007年） - ジョンソク 役
- ７級公務員（2009年） - ウォンソク 役
- 不信地獄（2009年） - テファン 役
- グッドモーニング・プレジデント（2009年） - 北朝鮮の密使 役
- シークレット（2009年） - ジェカル 役
- 雲を抜けた月のように（2010年） - チョン・デガム 役
- クイズ王（2010年） - キム・サンド 役
- ベストセラー（2010年） - パク・ヨンジュン 役
- テンジャン（2010年） - チェ・ユジン 役
- 平壌城（2011年） - ヨン・ナムゴン 役
- 高地戦（2011年） - ヒョン・ジョンユン中隊長 役
- 神弓-KAMIYUMI-（2011年） - ジュシンタ 役
- カエル少年失踪殺人事件（2011年） - ファン・ウヒョク 役
- 僕の妻のすべて（2012年） - チャン・ソンギ 役
- 王になった男（2012年） - ホ・ギュン 役
- ガーディアンズ 伝説の勇者たち（2013年） - 声優
- 7番房の奇跡（2013年） - イ・ヨング 役
- バトル・オーシャン 海上決戦（2014年） - 来島通総 役
- ポイントブランク ～標的にされた男～（朝鮮語版）（2014年） - 主演：ペク・ヨフン 役
- 愛五感「今日あなたを愛します」（2015年） - 主演 ※オムニバス映画
- 笛を吹く男（2015年） - キム・ウリョン 役
- 花、香る歌（2015年） - シン・ジェヒョ 役
- サイコキネシス -念力-（2018年） - シン・ソッコン 役
- 7年の夜（2018年） - ヒョンス 役
- エクストリーム・ジョブ（2019年） - コ班長 役
- チャ・インピョはどこへ消えたのか？（2021年） - リュ・スンリョン 役
- 茲山魚譜 チャサンオボ（2021年） - 丁若鏞 役
- ジャンルだけロマンス（2021年） - キム・ヒョン 役
- 人生は、美しい（2022年） - カン・ジンボン 役
- 20世紀のキミ（2022年） - ウノの父 役

### テレビドラマ
- 新・別巡検（2007年、MBC） - カン・スンジョ役
- 風の絵師（2008年、SBS） - キム・ジョニョン役
- IRIS-アイリス-（2009年、KBS）
- 個人の趣向（2010年、MBC） - チェ・ドビン役
- 星から来たあなた（2013年-2014年、SBS） - ホ・ギュン役

- キングダム（2019年、Netflix） - チョ・ハクチュ 役[2]
- キングダム2（2020年、Netflix） - チョ・ハクチュ 役
- 智異山（2021年、tvN） - 智異山展示館の館長 役
- 良くも、悪くも、だって母親（2023年、JTBC） - スーツ屋の裁断士 役
- ムービング（2023年、Disney＋） - チャン・ジュウォン 役

### 劇場アニメ
- ソウル・ステーション/パンデミック（2016年） - ソッギュ 役

## 受賞歴
- 第32回青龍映画賞：助演男優賞（『神弓-KAMIYUMI-』、2011年）
- 第19回大韓民国文化芸能大賞：映画部門 男性最優秀演技賞（『神弓-KAMIYUMI-』、2011年）
- 第33回青龍映画賞：助演男優賞（『僕の妻のすべて』、2012年）
- 第4回今年の映画賞：助演男優賞（『僕の妻のすべて』、2012年）
- 第49回大鐘賞：助演男優賞（『王になった男』、2012年）
- 大韓民国大衆文化芸術賞：文化体育観光部長官表彰（2012年）
- 第50回大鐘賞：主演男優賞（『7番房の奇跡』、2013年）
- 第49回百想芸術大賞：大賞（『7番房の奇跡』、2013年）
- Mnet 20’s Choice：20’sムービースター賞（『7番房の奇跡』、2013年）